# Captured Tracks
Captured Tracks  es una compañía discográfica independiente estadounidense fundada en el 2008 por Mike Sniper. y que se caracteriza en promover artistas de una escena independiente al no llegar a un éxito, pero que los mantienen en un estatus de culto.
Algunos materiales los ha reeditado y relanzado Captured Tracks de la discográfica neozelandesa independiente de rock: Flying Nun Records.
Captured Tracks además de contar con Secretly Canadian y Caroline Distribution, ha tenido a través de los años muchos disribuidores de su música.

## Algunos artistas de la discográfica
- The Lemon Twigs
- Beach Fossils
- Craft Spells
- DIIV
- For Against
- Little Girls
- Mac DeMarco
- Medicine
- The Servants
- Veronica Falls
- Wild Nothing